# Otford
Otford è un villaggio di 3 465 abitanti nel distretto di Sevenoaks, nella contea di Kent, in Inghilterra. 

## Geografia
Si trova sul fiume Darent a circa 4 km a nord di Sevenoaks. Nel centro cittadino è presente una chiesa, uno stagno che funge da rotatoria, alcuni pub e negozi.